# Joanna Charaktis
Joanna Kate Charaktis (* im 20. Jahrhundert in Melbourne) ist eine australische Fußballschiedsrichterassistentin.
Charaktis ist mindestens seit der Saison 2011/12 Schiedsrichterassistentin in der A-League Women. Seit 2019 steht sie auf der Liste der FIFA-Schiedsrichter und leitet internationale Fußballpartien. Im November 2021 wurde Charaktis zudem erstmals in den Kreis der Spieloffiziellen für Partien in der A-League Men berufen, eine Verletzung verhinderte jedoch einen Einsatz in dieser Saison; sie debütierte schließlich im Dezember 2022 als Schiedsrichterassistentin in der A-League Men.
Charaktis war unter anderem Schiedsrichterassistentin bei der Asienmeisterschaft 2022 in Indien und bei der U-17-Weltmeisterschaft 2022 in Indien. Bei der Asienmeisterschaft 2022 leitete Charaktis als Assistentin von Casey Reibelt gemeinsam mit Heba Saadieh unter anderem das Finale zwischen China und Südkorea (3:2). Zudem wurde Charaktis für die Weltmeisterschaft 2023 in Australien und Neuseeland nominiert. 